# Waldbredimus
Waldbredimus (lussemburghese: Waldbriedemes) è un comune del Lussemburgo sud-orientale. Fa parte del cantone di Remich, nel distretto di Grevenmacher. Il capoluogo è Trintange.
Nel 2005, la città di Waldbredimus, capoluogo del comune che si trova al centro del suo territorio, aveva una popolazione di 376 abitanti. Le altre località che fanno capo al comune sono Ersange e Trintange.